# Oleksiy Hontcharouk
Oleksiy Valeriyovytch Hontcharouk (en ukrainien : Олексі́й Вале́рійович Гончару́к), né le 7 juillet 1984 à Horodnia (RSS d'Ukraine, URSS), est un homme d'État ukrainien. Il est Premier ministre pendant six mois, entre août 2019 et mars 2020.

## Situation personnelle
Il est juriste de profession.

## Parcours politique

### Débuts
Lors des élections législatives ukrainiennes de 2014, il échoue à sa faire élire député pour le parti Force du peuple. Il devient ensuite conseiller du vice-Premier ministre Stepan Koubiv. Il dirige aussi à partir de 2015 le centre d'analyse BRDO, financé par l'Union européenne et basé à Kiev, qui a pour but d'assainir le monde des affaires.
À partir du 28 mai 2019, nommé numéro deux de l'administration présidentielle par le nouveau président d'Ukraine, Volodymyr Zelensky,.

### Premier ministre
Le 29 août suivant, il est désigné Premier ministre d'Ukraine. Il est approuvé le jour même par la Rada, devenant à 35 ans le plus jeune Premier ministre de l'histoire du pays. Son gouvernement compte de nombreux novices. Oksana Markarova est maintenue au ministère des Finances et Arsen Avakov au ministère de l'Intérieur, tandis que Vadym Prystaïko est nommé ministre des Affaires étrangères et Andriy Zahorodniouk ministre de la Défense.
Il présente sa démission et celle du gouvernement le 17 janvier 2020, après la divulgation d'un enregistrement audio où il moque les faibles connaissances en économie du président Zelensky. Ce dernier décide néanmoins de refuser la démission, évoquant un « besoin de stabilité ».
Oleksiy Hontcharouk présente cependant à nouveau sa démission le 3 mars suivant. Volodymyr Zelensky l’accepte au motif de mauvais résultats économiques et sociaux dans un contexte de baisse de sa popularité à la suite de scandales entourant des responsables gouvernementaux et des négociations avec la Russie. Est également avancée la volonté d’Oleksiy Hontcharouk de changer la direction d'une entreprise d’État contrôlée par Ihor Kolomoïsky, un proche du chef de l’État. Le lendemain, Denys Chmyhal, ancien collaborateur de Rinat Akhmetov, l’homme le plus riche d’Ukraine, lui succède avec un gouvernement comprenant plus de personnalités « expérimentées »,,.
Il est le Premier ministre ukrainien à être resté le moins longtemps en fonction depuis l'indépendance de l'Ukraine en 1991.
Lors de l'invasion de l'Ukraine par la Russie en 2022 il a déclaré que cette invasion n'est pas une guerre contre le pays, mais contre la démocratie. Il a également qualifié le président Vladimir Poutine d'homme fort et fou. Interrogé sur sa peur d'être sur la liste de Poutine des personnes qui doivent être arrêtées ou tuées, l'ex-Premier ministre a répondu : « Vous avez raison. Il y a une liste, mais je n'ai pas peur. Tous les Ukrainiens sont sur la liste de Poutine. Il est absolument nécessaire de montrer à Poutine que l'OTAN et le monde civilisé protégeront militairement l'Ukraine s'il poursuit ses actions ». Il a pris les armes et s'est engagé dans forces de défense territoriales.